# Eirik Horneland
Pour les articles homonymes, voir Horneland.
Eirik Horneland, né le 14 mars 1975 à Haugesund (Norvège), est un footballeur norvégien, devenu entraîneur. Il évolue au poste de défenseur de 1993 à 2009 puis devient entraîneur. Il est l'actuel entraîneur de l'AS Saint-Étienne.

## Biographie

### Carrière d'entraîneur

#### AS Saint-Étienne (depuis 2024)
Le 20 décembre 2024, Eirik Horneland rejoint la Ligue 1 et prend les rênes de l'équipe première de l'AS Saint-Étienne, succédant ainsi à Olivier Dall'Oglio ; il s'engage jusqu'en jusqu'en juin 2027 avec le club stéphanois,,. Pour sa première expérience d'entraîneur à l'étranger, il est accompagné par Hassan El-Fakiri, son adjoint au SK Brann, et Andrea Loberto (en), venu du Stabæk Fotball et qu'il a également connu en Norvège,,.
Horneland fait ses débuts sur le banc des Verts le 4 janvier 2025, à domicile au stade Geoffroy-Guichard, face au Stade de Reims, et connaît sa première victoire par la même occasion (3-1). Les Stéphanois n'arrivent cependant pas à renouer avec le succès par la suite, avec neuf matchs sans victoire (quatre nuls et cinq défaites), dont un revers important face à l'Olympique de Marseille (5-1). Le match contre le Montpellier HSC arrête rétroactivement cette série en mars : les Stéphanois mènent en effet au score au stade de la Mosson (2-0) avant que la rencontre ne soit interrompue ; la victoire est finalement donnée à ces derniers début avril, par décision de la commission de discipline de la Ligue de football professionnel. Les Verts n'enregistrent que deux victoires par la suite, dans le derby face à l'Olympique lyonnais à domicile (2-1) et sur le terrain du Stade de Reims (0-2), contre cinq autres défaites (dont un lourd revers face au Paris Saint-Germain, 1-6) et un match nul, les faisant terminer à la 17e place et donc redescendre en Ligue 2 à l'issue de la saison.

## Palmarès

### Entraîneur
SK Brann
- Coupe de Norvège :
  - Vainqueur en 2023.
- Championnat de Norvège :
  - Vice-champion en 2023 et 2024.
- Championnat de Norvège de deuxième division :
  - Champion en 2022.